# Lyconus
Lyconus ist eine wenig erforschte Fischgattung aus der Ordnung der Dorschartigen (Gadiformes).
Es gibt zwei Arten:
- Lyconus brachycolus Holt & Byrne, 1906
- Lyconus pinnatus Günther, 1887

## Verbreitung und Lebensraum
Lyconus brachycolus kommt an der Atlantikküste Kanadas, sowie im nordöstlichen Atlantik westlich von Irland, bei Madeira und an der Küste Westafrikas vor. Lyconus pinnatus ist von Fängen aus dem Südatlantik, über dem Schelf von Madagaskar, südlich von Australien und östlich von Neuseeland bekannt und lebt möglicherweise rund um die Antarktis nördlich der Antarktischen Konvergenz. Die Fische leben über dem Kontinentalschelf und über Tiefseebergen, die Jungfische in Tiefen von 150 bis 700 Metern. Über ihre Lebensweise ist nichts bekannt.

## Merkmale
Lyconus-Arten erreichen eine Länge von 50 bis 60 cm und haben einen seitlich abgeflachten, nach hinten in einen langen, rattenartigen Schwanz endenden Körper, der mit leicht abfallenden Rundschuppen bedeckt ist. Die Seitenlinie ist vorhanden und verläuft über einen großen Teil ihrer Länge entlang der Körpermitte. Nur im vorderen Abschnitt verläuft sie leicht erhöht. Die zwei Rückenflossen stehen so nah zusammen, dass die Lücke zwischen ihnen oft nur schwer zu entdecken ist. Die zweite Rückenflosse bildet mit der winzigen Schwanzflosse und der Afterflosse einen durchgehenden Flossensaum. Die erste Rückenflosse wird von 9 bis 13 Flossenstrahlen gestützt, die Brustflossen von 13 bis 17. Der erste Flossenstrahl der ersten Rückenflosse ist dünn und kürzer als der Zweite, aber gut sichtbar und hat die Struktur eines Flossenstachels. Die Afterflosse zeigt keinen vom Rest der Flosse abgetrennten vorderen Lobus. Pseudobranchien sind vorhanden. Prämaxillare, Unterkiefer und Pflugscharbein sind jeweils mit einer einzelnen Zahnreihe besetzt. Das Gaumenbein ist unbezahnt. Ein Teil der Kieferbezahnung besteht aus großen, nach hinten gebogenen Fangzähnen. Der erste Kiemenbogen ist mit 3 bis 5 + 9 bis 13 Kiemenrechen besetzt.

## Systematik, Taxonomie und Forschungsgeschichte
Die Gattung Lyconus wurde 1887 durch den deutschen Zoologen Albert Günther zusammen mit der Typusart Lyconus pinnatus erstmals beschrieben. Einige Autoren stellen die Gattung Lyconus zusammen mit den Südlichen Seehechten (Macruronus) in die Familie Macruronidae. In einer im Dezember 2020 veröffentlichten Untersuchung über die Phylogenie der Dorschartigen werden sie jedoch der Familie Lyconidae zugeordnet, die 1896 durch die amerikanischen Ichthyologen George Brown Goode und Tarleton Hoffman Bean eingeführt, später aber in Vergessenheit geriet bzw. nicht mehr als gültiges Taxa anerkannt wurde und im Jahr 2008 revaldiert wurde. Lyconus und Macruronus sind Schwestergruppen. Eine mögliche Synonymbeschreibung von Lyconus ist Lyconodes. Lyconodes argenteus, die einzige Art der Gattung ist nur durch ein einziges, juveniles, 4,5 cm langes Exemplar bekannt, das im südlichen Atlantik westlich des Kaps der Guten Hoffnung gefangen und 1922 durch den schottischen Fischkundler John Gilchrist beschrieben wurde Da das Exemplar inzwischen aber verloren gegangen ist, sind weitere Untersuchungen zur Verwandtschaft dieser Art bis zum Fang eines weiteren Exemplars nicht möglich. Möglicherweise ist Lyconodes argenteus inzwischen aber ausgestorben.

## Belege
1. ↑  Lyconus auf Fishbase.org (englisch)
2. 1 2 3  D. Lloris, J. Matallanas, P. Oliver: Hakes of the world (Family Merlucciidae). An annotated and illustrated catalogue of hake species known to date. FAO Species Catalogue for Fishery Purposes. No. 2. Rome, FAO. 2005. S. 7. 9–11.
3. ↑  A. Günther (1887): Report on the deep-sea fishes collected by H. M. S. Challenger during the years 1873-76. Report on the Scientific Results of the Voyage of H. M. S. Challenger v. 22 (pt 57): i-lxv + 1–268, Pls. 1–66.
4. 1 2  Joseph S. Nelson, Terry C. Grande, Mark V. H. Wilson: Fishes of the World. Wiley, Hoboken, New Jersey, 2016, ISBN 978-1118342336, S. 298.
5. 1 2  Adela Roa-Varón; Rebecca B. Dikow; Giorgio Carnevale; Luke Tornabene; Carole C. Baldwin; Chenhong Li; Eric J. Hilton (2020): Confronting Sources of Systematic Error to Resolve Historically Contentious Relationships: A Case Study Using Gadiform Fishes (Teleostei, Paracanthopterygii, Gadiformes). Systematic Biology, syaa095, Dezember 2020. DOI: 10.1093/sysbio/syaa095
6. ↑  G. B. Goode u. T. H. Bean: Oceanic Ichthyology, A Treatise on the Deep-Sea and Pelagic Fishes of the World (1896). Washington, Govt. Print. Off.
7. ↑  Sophie von der Heyden, Conrad A Matthee: Towards resolving familial relationships within the Gadiformes, and the resurrection of the Lyconidae. Mol Phylogenet Evol. 2008 August; 48(2):764-9. DOI: 10.1016/j.ympev.2008.01.012
8. ↑  J. D. F. Gilchrist (1922): Deep-sea fishes procured by the S.S. "Pickle" (Part I). Report Fisheries and Marine Biological Survey, Union of South Africa Rep. 2 (art. 3): 41–79, Pls. 7–12.